# Stephanie Müller-Hagen
Stephanie Müller-Hagen (* 11. Oktober 1982 in Hamburg) ist eine deutsche Theater- und Filmschauspielerin.

## Leben
Stephanie Müller-Hagen ist in Hamburg geboren und aufgewachsen. Ihre erste Bühnenerfahrungen sammelte sie am Deutschen Schauspielhaus Hamburg. An der Filmhochschule Babelsberg in Potsdam sammelte Müller-Hagen ihre ersten Filmerfahrungen, wo sie für die Sat.1 Actors’ Class ausgewählt wurde und dadurch von Tom Toelle und MK Lewis Unterricht erhielt und anschließend mit Alain Gsponer ihren ersten Film drehte.
Von 2006 bis 2010 studierte sie Schauspiel an der Hochschule der Künste Bern und spielte in verschiedenen Schweizer Theater- und Filmproduktionen mit.
2009 wurde sie auf dem internationalen Filmfest Shnit in Bern mit dem Publikumspreis ausgezeichnet. Im Anschluss an ihr Schauspielstudium, war sie am Theater Marburg, an Theatern in Lübeck und am St. Pauli Theater in Hamburg engagiert. Seit 2012 lebt Müller-Hagen wieder in Hamburg.
2014 war sie im Hauptcast der ARD-Comedyserie Stell dir vor …! zu sehen.

## Filmografie
- 2009: Micha Andie Emma (Kurzfilm)
- 2012: Heiter bis tödlich: Fuchs und Gans (Fernsehserie, Episode: Außer Puste)
- 2012: Within the Tides (Kurzfilm)
- 2013: Roulette
- 2014: Der Verlust
- 2014: Tatort: Brüder
- 2014: Stell dir vor…! (Fernsehserie)
- 2015: Heiter bis tödlich: Hubert und Staller (Fernsehserie, Episode: Walzverhalten)
- 2016: Notruf Hafenkante (Fernsehserie, Episode: Plan B)
- 2017: Magda macht das schon! (Fernsehserie, Episode: Blitzstart)
- 2018: Der Mordanschlag (Fernsehzweiteiler)
- 2023: Großstadtrevier (Fernsehserie, Episode: Auf den Hund gekommen)

## Theater (Auswahl)
- 2011: Don Juan, Theater Marburg
- 2012: Bei Geschäft Mord, Theater Partout Lübeck
- 2014: Meister Eder und sein Pumuckl, St. Pauli Theater
- 2016: Antigone darf nicht sterben, Hamburger Kammerspiele
- 2017: Der Vorname, Theater Partout Lübeck